# Сборная Таити по футболу
Сбо́рная Таи́ти по футбо́лу (фр. Équipe de football de Tahiti) — национальная команда Французской Полинезии, выступает под эгидой Федерации футбола Таити (фр. Fédération Tahitienne de Football), основанной в 1989 году. Таити — член ФИФА и Конфедерации футбола Океании с 1990 года. Команда ещё ни разу не квалифицировалась на чемпионат мира. Высшее достижение сборной — первое место на Кубке наций ОФК в 2012 году, что дало право участия в Кубке конфедераций ФИФА 2013 года. 17 июня 2013 года в начале второго тайма матча Таити — Нигерия произошло историческое для сборной Таити событие — после подачи с углового Джонатан Тео перевисел в штрафной защитников и забил первый мяч своей команды в истории Кубка конфедераций.
В рейтинге ФИФА на 23 декабря 2021 года занимает 159-е место.

## Кубок наций ОФК
- 1973 — финалист
- 1980 — финалист
- 1996 — финалист
- 1998 — 4-е место
- 2000 — 1-й раунд
- 2002 — 3-е место
- 2004 — 4-е место
- 2008 — 1-й раунд
- 2012 — чемпион
- 2016 — 1-й раунд

## Южнотихоокеанские игры
- 1963 — 3-е место
- 1966 — чемпион
- 1969 — финалист
- 1971 — 3-е место
- 1975 — чемпион
- 1979 — чемпион
- 1983 — чемпион
- 1987 — финалист
- 1991 — 1-й раунд
- 1995 — чемпион
- 2003 — 4-е место
- 2007 — 1-й раунд
- 2011 — 3-е место